# Brunonia (personificación)

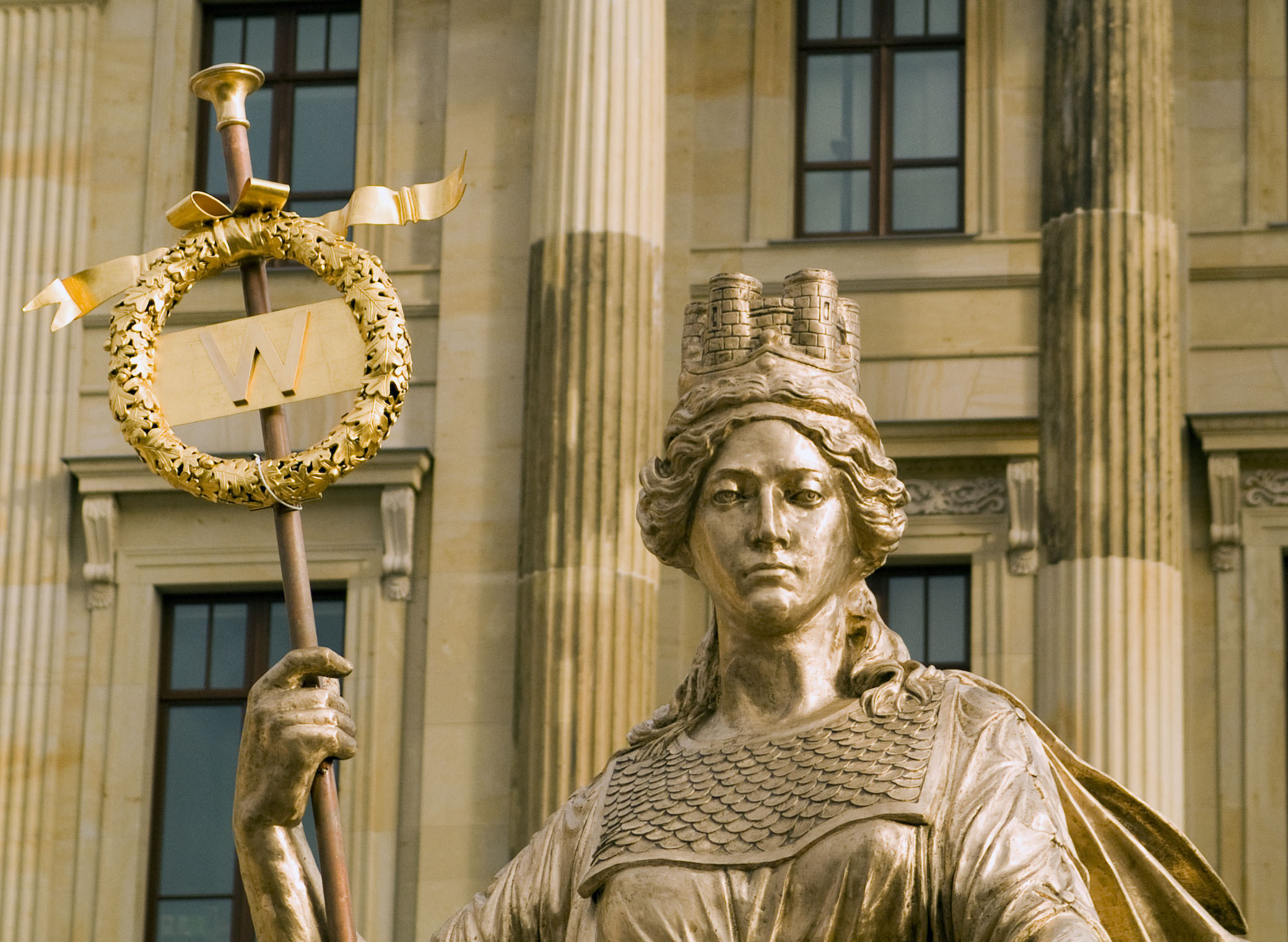
Brunonia.

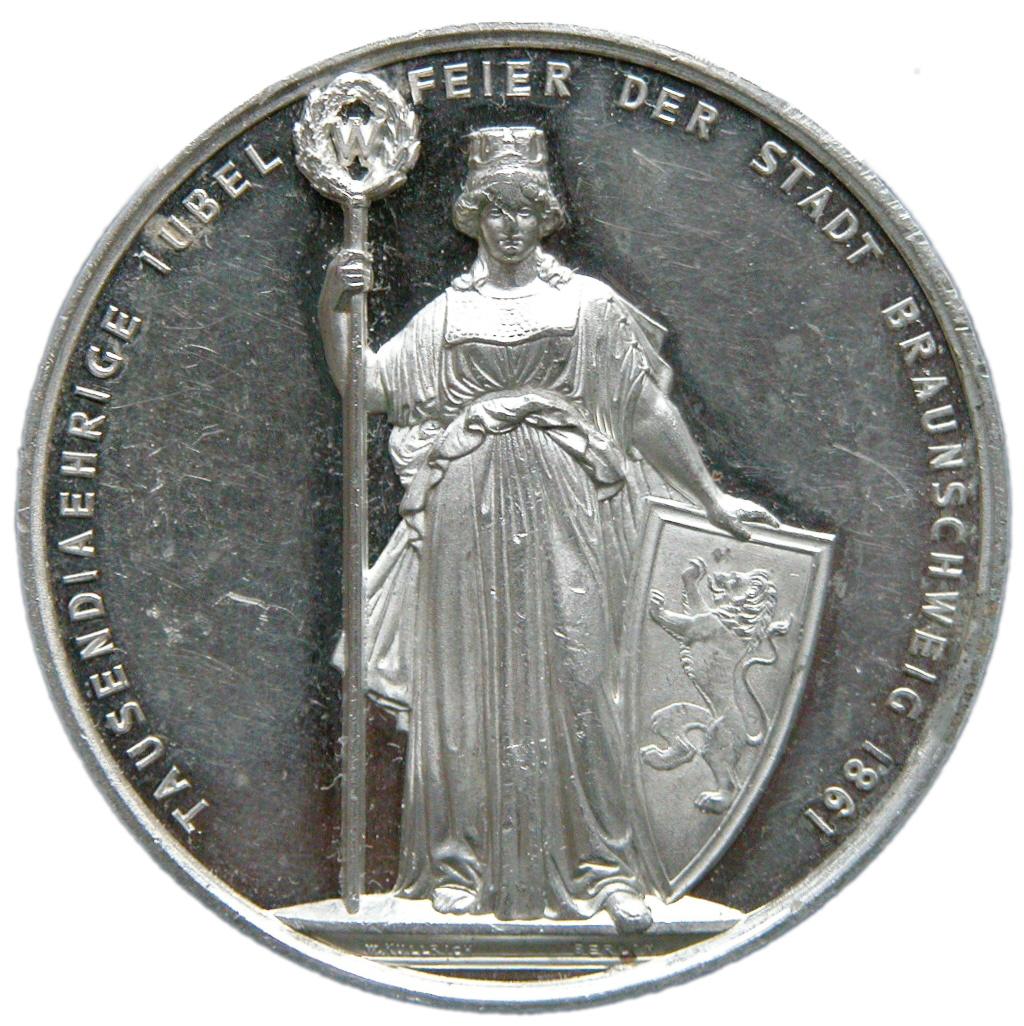
Brunonia en una medalla de un monumento de 1861.

Brunonia es la personificación nacional del extinto Ducado y Estado Libre de Brunswick. Surgió en el siglo XIX como alegoría de la ciudad y territorio de Brunswick como una alegoría nacional similar a la de otras naciones.

## Historia

### Primera cuadriga
La primera estatua de Brunonia aparece como auriga de una cuadriga para la nueva ampliación del palacio brunswiqués a comienzos de 1863 según la idea del escultor Rietschel en la obra de Georg Ferdinand Howaldt en Brunswick. Fue realizada con dificultad a partir de placas de cobre individuales, que luego fueron conducidos a través de un marco de acero. Apenas dos años más tarde, pero entre el 23 y 24 de febrero de 1865 un incendio en el edificio central del castillo la dejó completamente destruida cuando el techo se rompió y todo el grupo de figuras se hundió a varios metros de profundidad. Solo la cabeza se pudo salvar, la cual se encuentra en el Museo Estatal de Brunswick. En 2004 se encontró el dedo índice. Esto hizo posible determinar las dimensiones de la obra completa: su peso era de 754 gramos, de 29 cm de largo y tenía un diámetro en el punto de 10,5 cm de grueso.

### Segunda cuadriga

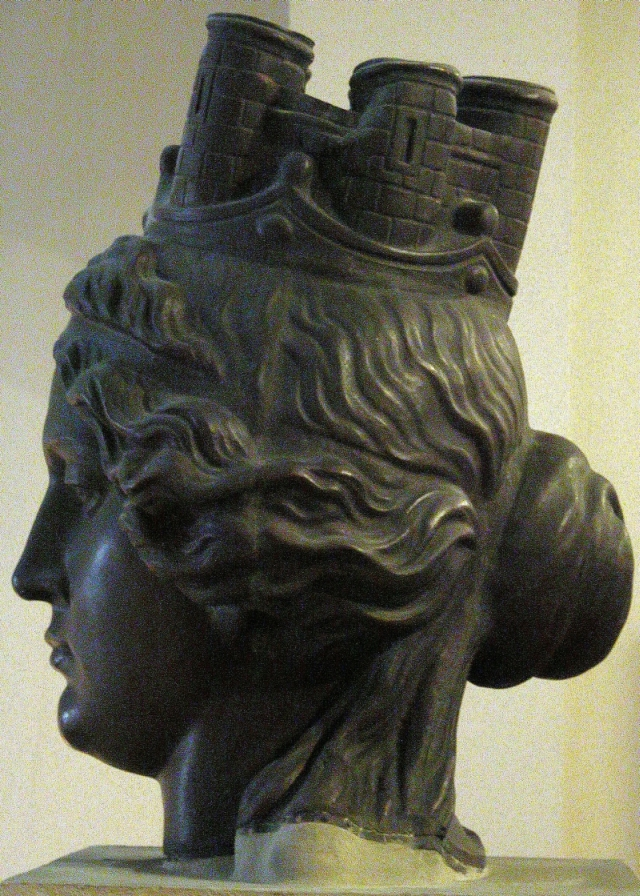
Cabeza de Brunonia bastante dañada.

De 1866 a 1868 Howaldt esculpió de nuevo la segunda versión de Brunonia con cuadriga, que acabaría en 1868 en su anterior emplazamiento sobre la estructura central reconstruida. Allí permaneció hasta el final de la Segunda Guerra Mundial, que —a diferencia de la ciudad que la rodea y el castillo donde se ubicó— quedó casi intacta. Fue ya después de la guerra cuando fue casi completamente desmantelada por los ladrones de metales y la destruyeron. Más tarde el esqueleto de hierro fue desechado en la demolición del castillo los años 1960.

### Tercera cuadriga

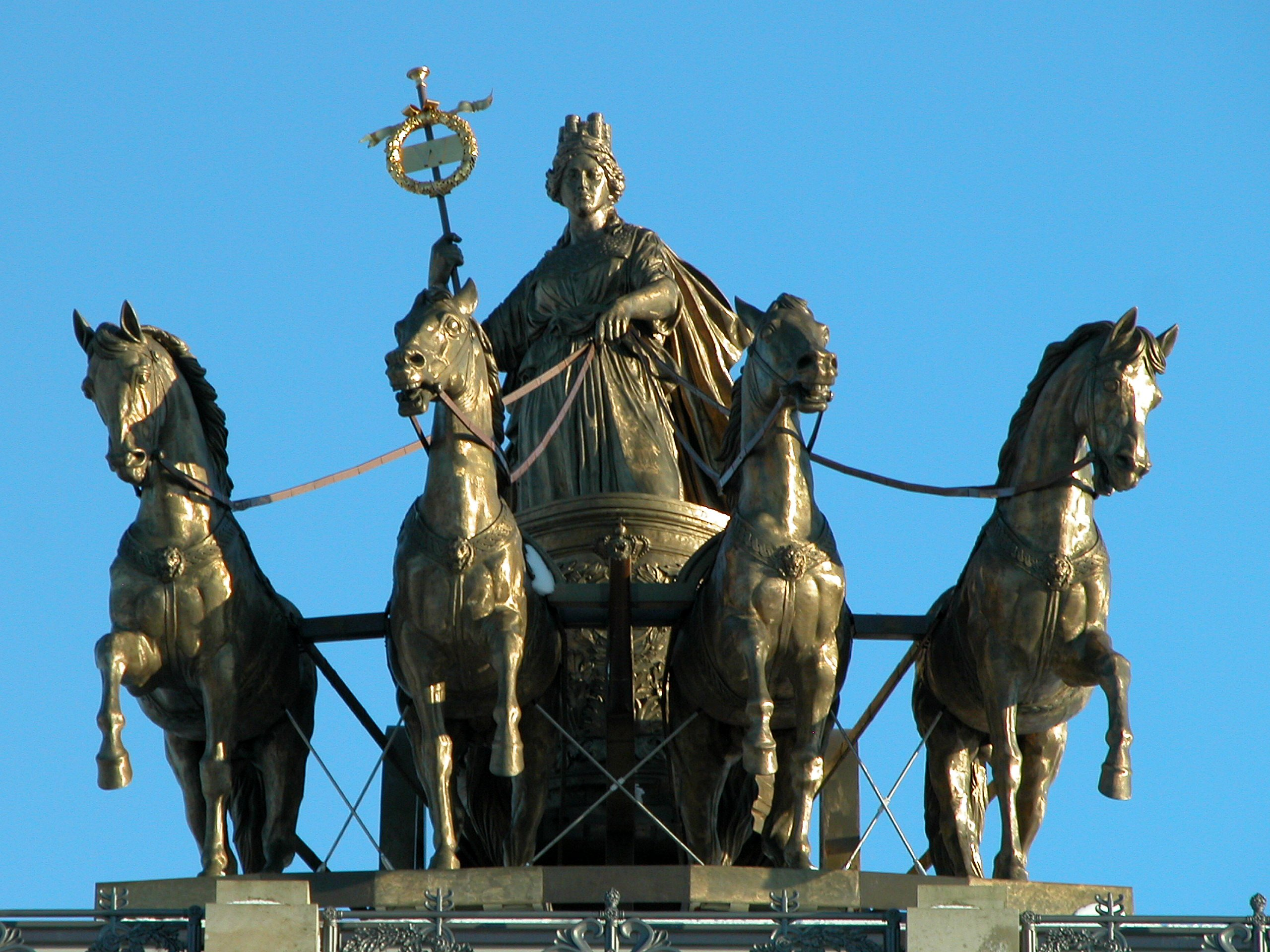
La tercera Brunonia, realizada en 2008.

Tras casi sesenta años tras el final de la guerra el ayuntamiento de la ciudad decidió en 2004 reconstruir la fachada del palacio de Brunswick como parte de un gran centro comercial en su ubicación original de nuevo y reconstruirlo parcialmente. En primer lugar, una nueva Brunonia no estaba en principio planeada para ser representada con cuadriga, pero algunos prestamistas privados, como la fundación Richard-Borek, aportaron dinero para la que sería la tercera cuadriga. Esta sería, al contrario que las estatuas anteriores, hecha mediante fundición, en una pieza en bronce en la ciudad de Poznań (Polonia), entonces llamada Posen y ubicada en Prusia Oriental, ya que el proceso de fabricación original de cobre por partes habría sido demasiado costoso y habría llevado más tiempo. La tercera Brunonia estaba planeada que estuviera ya emplazada junto con sus cuatro caballos en primavera de 2007 en el nuevo castillo de Brunswick. Debido a varios retrasos técnicos no fue hasta el 23 de octubre de 2008 que finalmente se levantó la obra con sus cuatro caballos incluidos.
La cuadriga brunswiquesa fue realizada a 1:3 de la original, que está en Albertinum. Es —de nuevo— la mayor estatua de una cuadriga de Alemania. La escultura pesa (incluyendo el esqueleto de acero) 25,8 toneladas y mide en su posición más alta 9,20 m. Brunonia tiene un ancho de 5,30 m. En primer lugar, la estatua brilló en oro las primeras semanas hasta que finalmente ha ido adquiriendo la habitual pátina debido al paso del tiempo y tomará un color verde claro después de unos veinte años. Se rechazó crearle una pátina artificial.